# Brunnenanlage Schloss Zeil

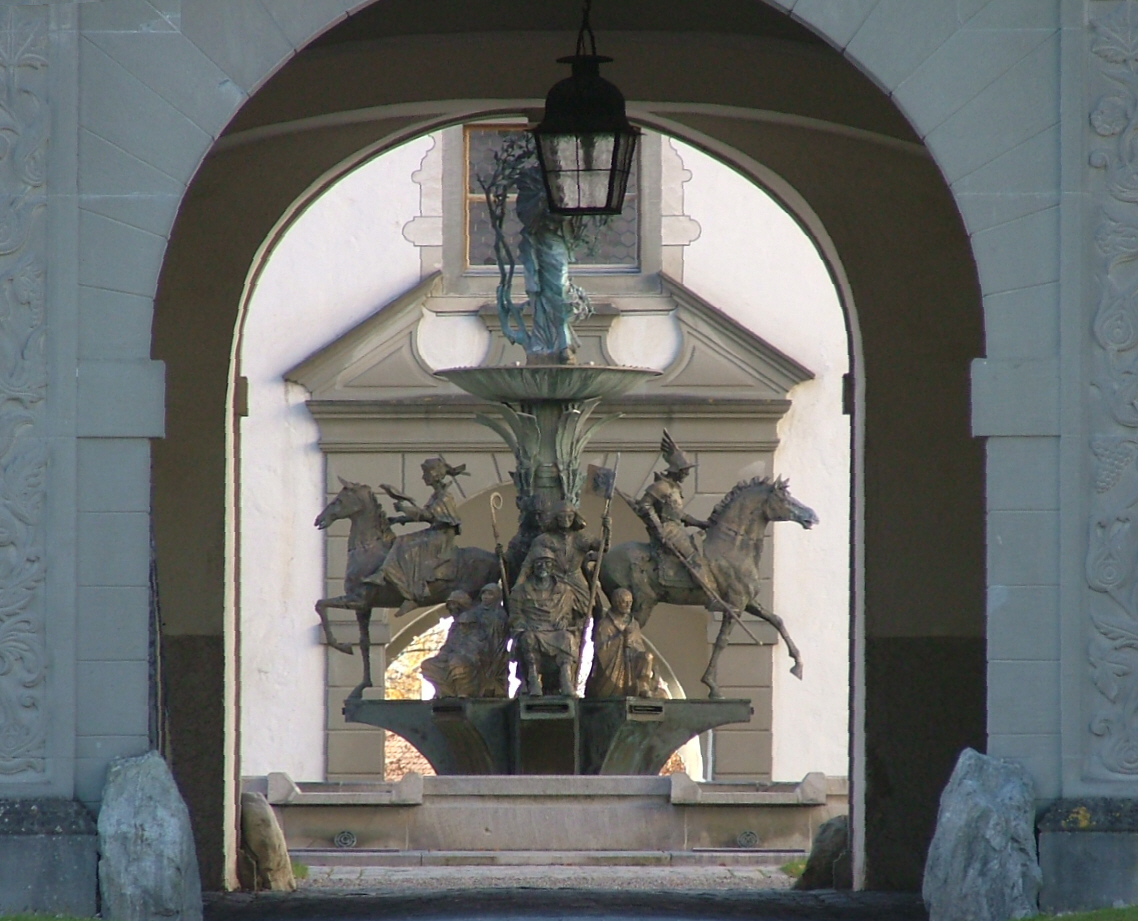
Brunnenanlage Schloss Zeil 2007

Die Brunnenanlage Schloss Zeil (auch Marienbrunnen genannt) ist ein von Maximilian Rueß in den Jahren 1982 bis 1989 geschaffener Brunnen im Innenhof des Schlosses Zeil bei Leutkirch im Allgäu im Landkreis Ravensburg. Der Brunnen ist das Hauptwerk von Rueß.

## Beschreibung
Der Künstler ließ für den Auftrag sein Atelier in Bolsterlang erweitern. Der Auftraggeber Georg von Waldburg zu Zeil und Trauchburg veranlasste wegen der lichten Höhe des Brunnens von 5,40 Metern eine Absenkung des in seiner heutigen Form 1888 fertiggestellten Innenhofes der Vierflügelanlage.
Die Brunnenanlage besteht hauptsächlich aus den Materialien Bronze und Marmor und steht unter dem Thema „Maria Beschützerin der fürstlichen Familie und der Landschaft“. Im Zentrum des Brunnens erhebt sich ein Lebensbaum mit Wasserschale. Auf dem Lebensbaum befindet sich eine Madonna im Rosenstrauch. Rueß verbindet in der Brunnenanlage die 1000 Jahre umfassende Geschichte des Adelshauses mit christlichen Themen und Allegorien auf die vier Jahreszeiten. Auf drei Hauptachsen des Brunnens sind sieben wichtige Vertreter des Adelshauses Waldburg-Zeil abgebildet.
Die sieben Vertreter sind namentlich der Erbauer des Schlosses Froben von Waldburg-Zeil (1569–1614), dargestellt durch den Reiter mit der Lanze. Links vom Betrachter des Reiters Froben befindet sich eine Dreiergruppe, die vorne auf dem Schemel sitzend Wilhelm den Älteren darstellt, der als erster Vertreter des Hauses 1526 das Reichserbtruchsessenamt von Kaiser Karl V. in Toledo verliehen bekam und Statthalter des Herzogtums Württemberg war. Hinter ihm zu sehen ist der Truchsess Georg I. von Waldburg († 1467), der Stammvater der heute noch blühenden Georgischen Linie sowie Eberhard II. von Waldburg, Fürstbischof von Konstanz von 1248 bis 1274, erkennbar am Bischofsstab. Rechts vom Betrachter des Reiters Froben befindet sich eine weitere Dreiergruppe. Zu sehen sind Kardinal Otto von Waldburg, Bischof von Augsburg, links hinter dem Kardinal der Truchsess Georg III. von Waldburg-Zeil, bekannt als Bauernjörg und Feldhauptmann des Schwäbischen Bundes im Bauernkrieg, und schließlich rechts neben dem Bauernjörg dessen Ahnherr, Eberhard von Waldburg († 1234), seit 1214 Truchsess des Herzogtums Schwaben. Die Falknerin auf der vierten Hauptachse des Brunnens, die im Damensitz in die entgegensetzte Richtung der Figur Frobens reitet, symbolisiert die Frauen des Hauses Waldburg.      
Gegossen wurden die einzelnen Figuren und Elemente des Brunnens in der Kunstgießerei Herbich in Gernlinden im Landkreis Fürstenfeldbruck. Um den Brunnen herum sind mehrere Plastiken mit Tiermotiven platziert. Sie sollen die Verbindung der Familie Waldburg-Zeil zur Natur andeuten.

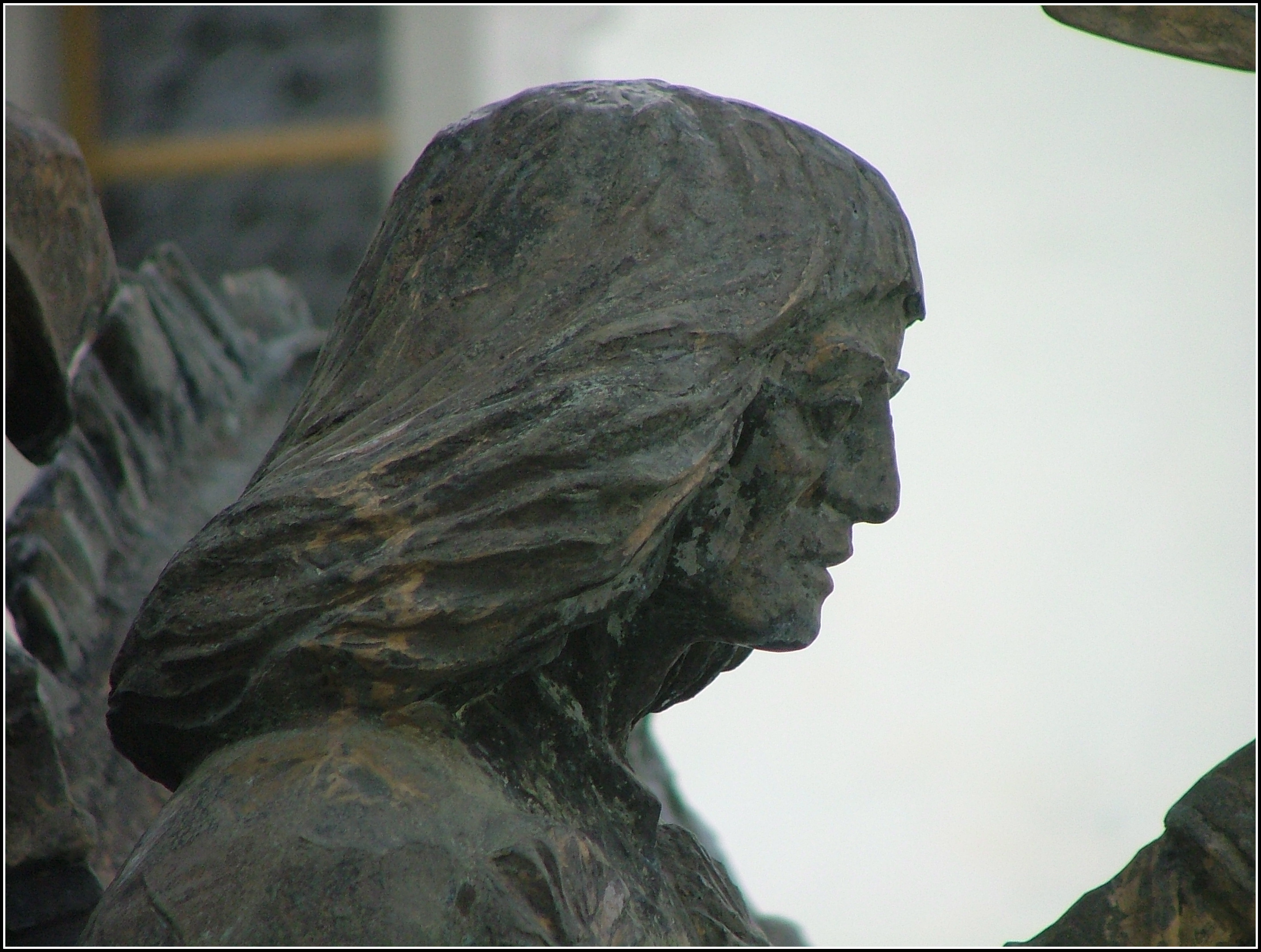
Georg I. Truchsess von Waldburg († 1467)
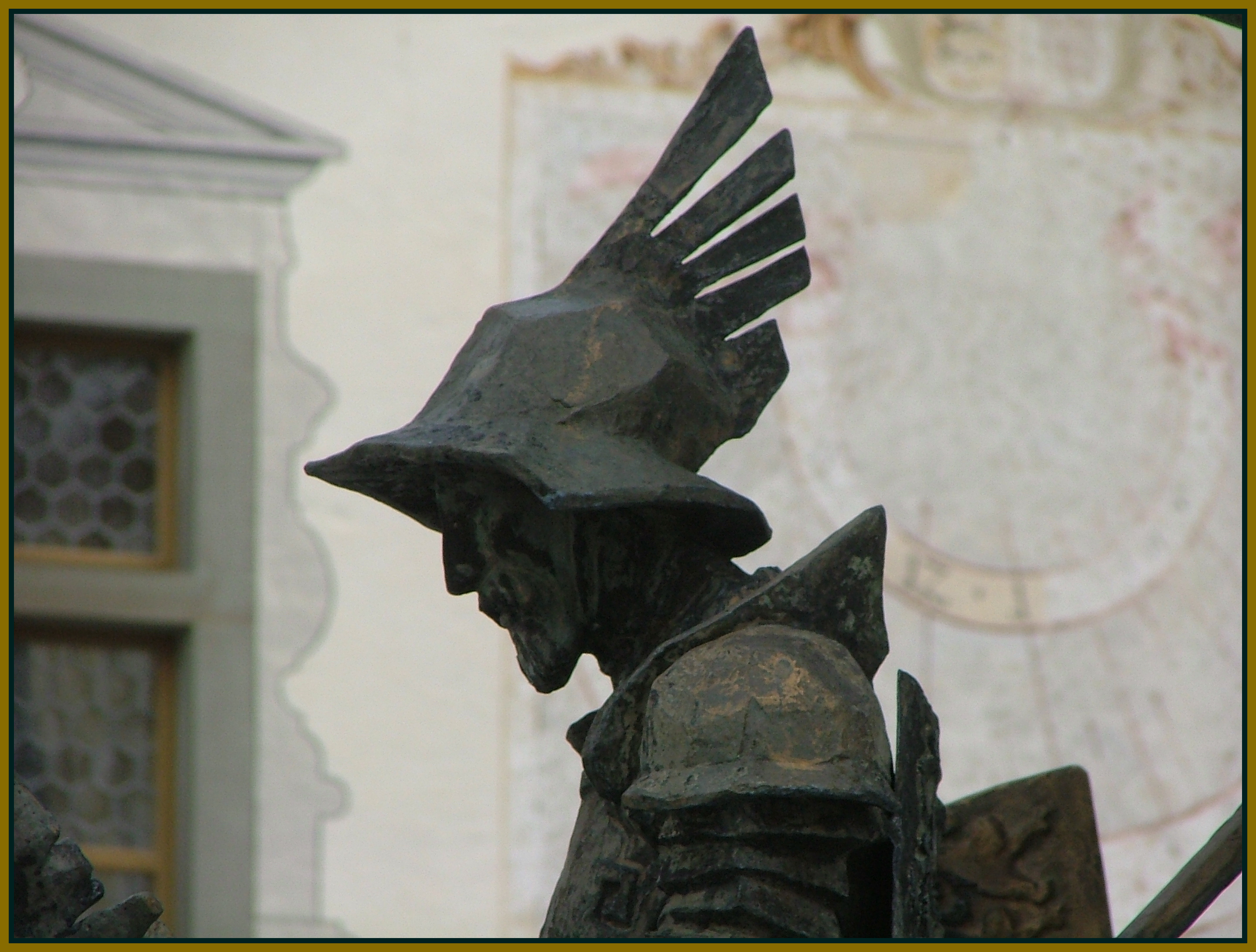
Truchsess Froben, Bauherr des Schlosses Zeil
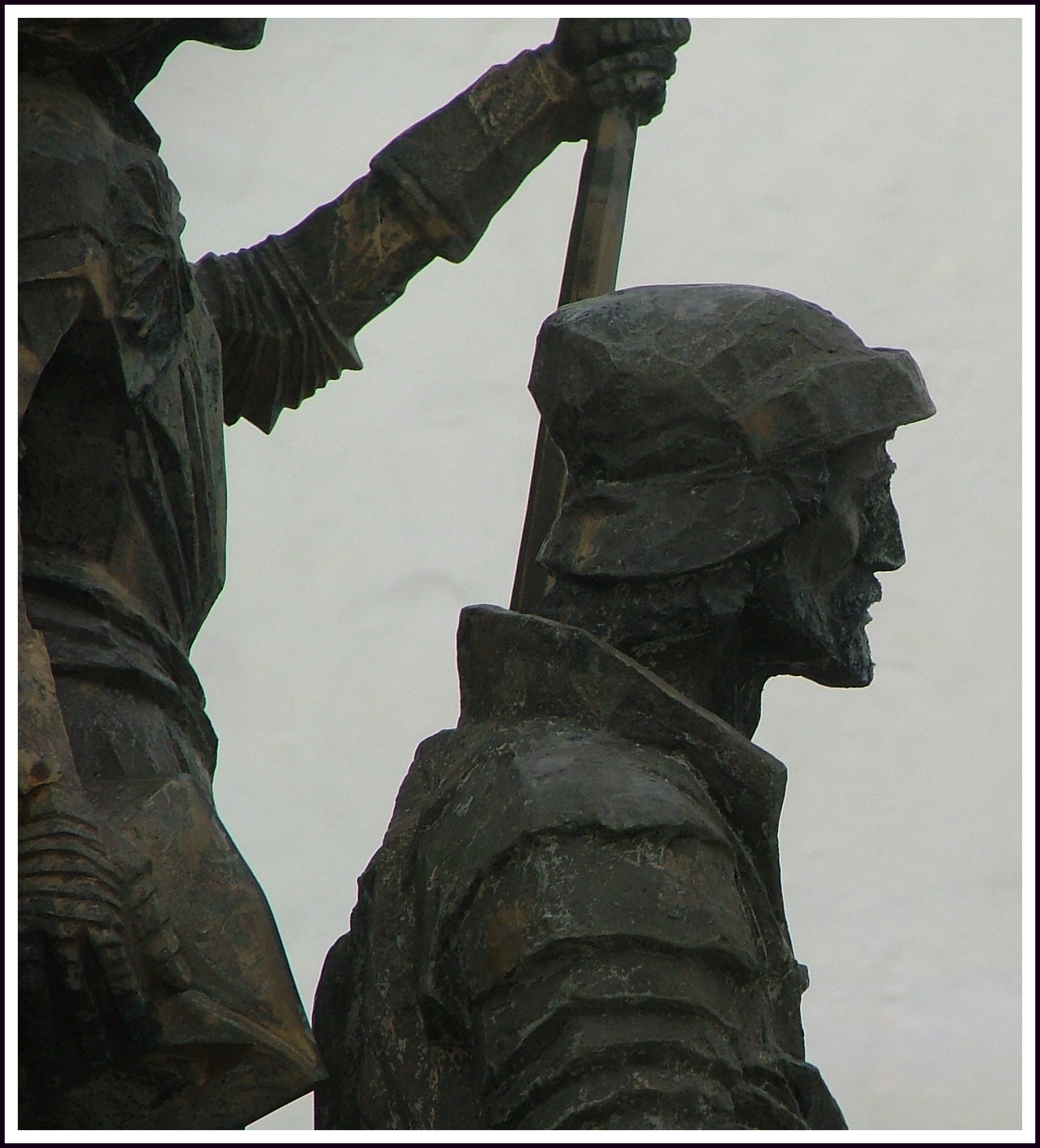
Wilhelm der Ältere, 1526 Reichserbtruchsess, Statthalter von Württemberg
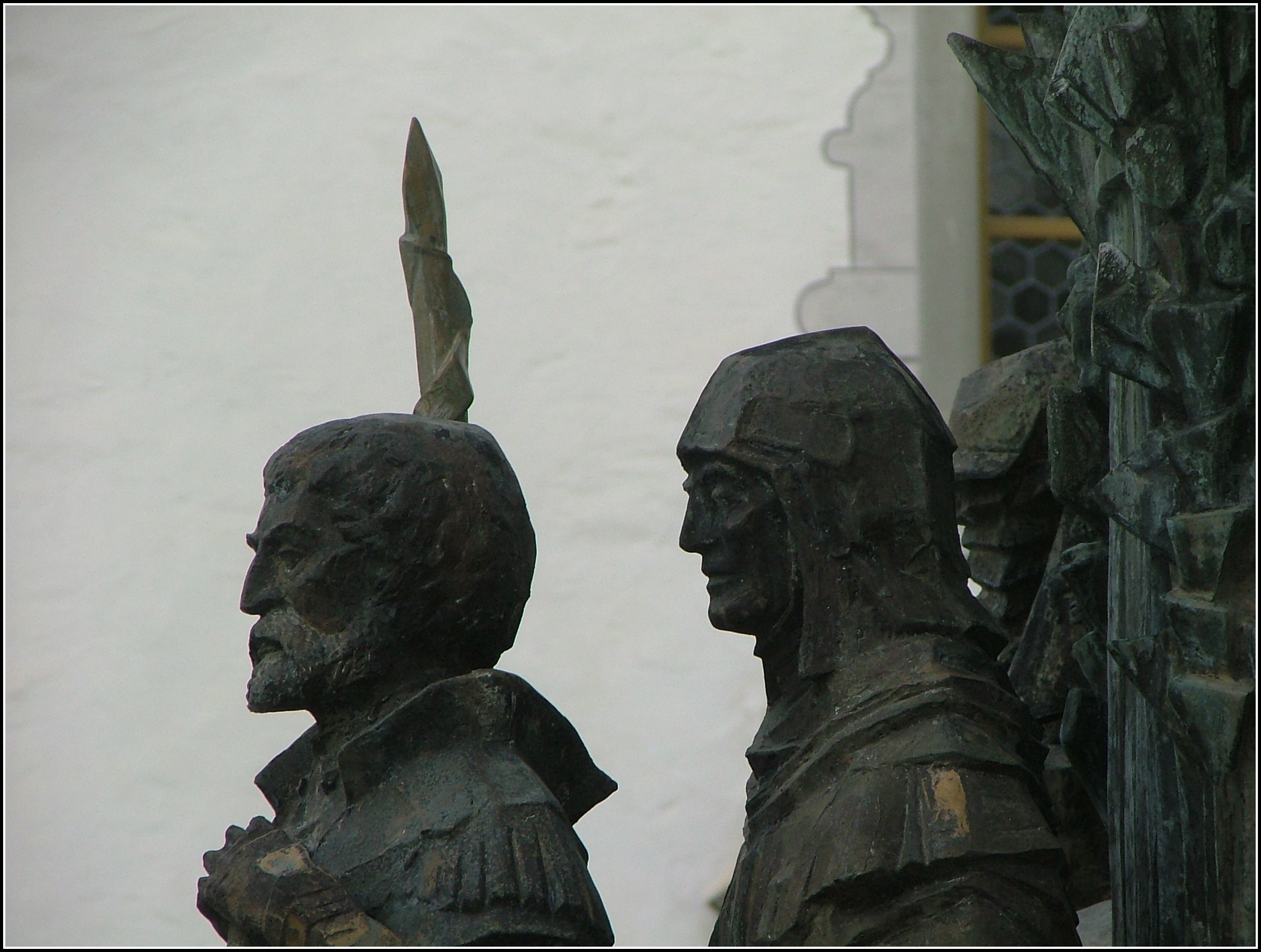
Links Truchsess Georg III. von Waldburg-Zeil († 1531) und rechts Eberhard von Waldburg († 1234)
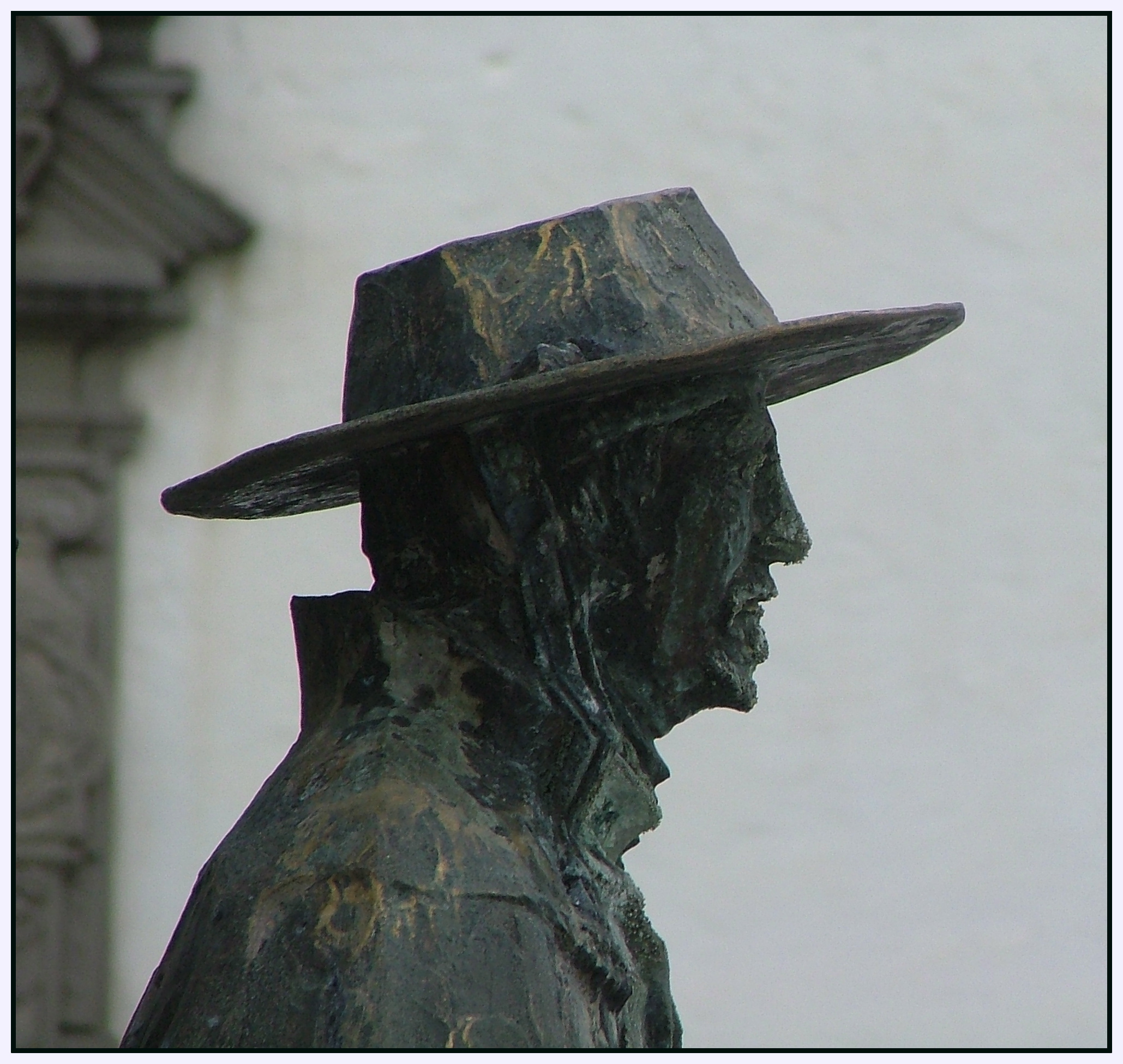
Kardinal Otto von Waldburg, Bischof von Augsburg 1543–1573